# پایگاه هوایی سوستربرخ
پایگاه نیروی هوایی سلطنتی سوستربرخ هلند (به انگلیسی: Soesterberg Royal Netherlands Air Force Base) یک فرودگاه نیروی نظامی تعطیل با کد یاتا UTC است که یک باند فرود آسفالت دارد و طول باند آن ۳۰۷۵ متر است. این فرودگاه در کشور هلند قرار دارد و در ارتفاع ۲۰ متری از سطح دریا واقع شده است.